# Santa Rita
Santa Rita város Brazíliában, Paraíba államban. Lakosainak száma 149 910 fő (2022). Santa Rita Alhandra, Bayeux, Cabedelo, Capim, Conde, Paraíba, Cruz do Espírito Santo, João Pessoa, Lucena, Pedras de Fogo, Rio Tinto és Sapé községekkel határos.

## Népesség
A település népességének változása:
| Lakosok száma | 115 844 | 120 310 | 134 940 | 136 851 | 137 349 | 138 093 | 149 910 |
|               | 2000    | 2010    | 2015    | 2017    | 2020    | 2021    | 2022    |